# Cantonul Le Touvet
Cantonul Le Touvet este un canton din arondismentul Grenoble, departamentul Isère, regiunea Rhône-Alpes, Franța.

## Comune
- Barraux
- La Buissière
- Chapareillan
- Crolles
- La Flachère
- Lumbin
- Saint-Bernard
- Sainte-Marie-d'Alloix
- Sainte-Marie-du-Mont
- Saint-Hilaire
- Saint-Pancrasse
- Saint-Vincent-de-Mercuze
- La Terrasse
- Le Touvet (reședință)